# Levi Stubbs

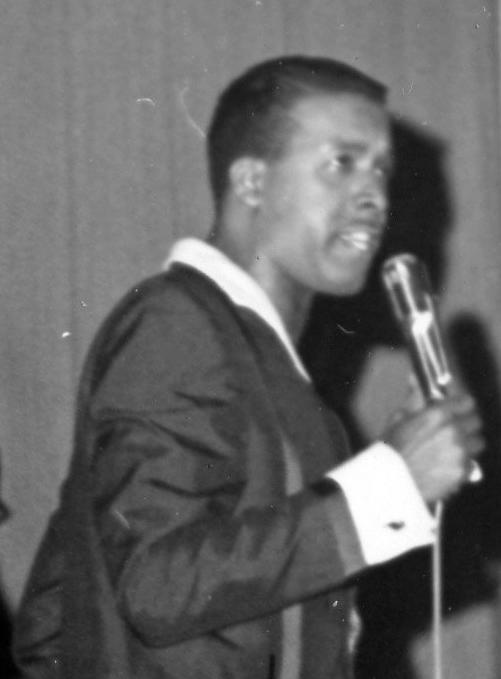
Levi Stubbs

Levi Stubbs jr. eigentlich Levi Stubbles (* 6. Juni 1936 in Detroit, Michigan; † 17. Oktober 2008 ebenda) war der US-amerikanische Leadsänger der Soul-Gruppe Four Tops.

## Leben
Levi Stubbs, ein Cousin von Jackie Wilson, war 1954 Gründungsmitglied der Rhythm-and-Blues-Formation The Four Aims. 1956 erhielt die Gruppe einen Plattenvertrag bei Chess Records und nannte sich seitdem Four Tops. Stubbs wurde, obwohl er Bariton war, Leadsänger der Four Tops und sang bei den meisten der Aufnahmen in einer höheren Tonlage.
Der große Erfolg der Gruppe stellte sich 1964 beim Motown-Label ein, wo die Four Tops mit Titeln wie Baby I Need Your Loving, I Can’t Help Myself (Sugar Pie Honey Bunch) oder Reach Out I’ll Be There den Motown-Sound der 1960er Jahre mitprägten. Die Four Tops hatten bis Ende der 1980er Jahre mehr als 45 Singleerfolge in den Charts und hatten mehr als 50 Millionen Tonträger verkauft. 
Levi Stubbs bekam von Motown mehrfach das Angebot, ihn als Solo-Act aufzubauen. Aus Freundschaft zu seinen Bandkollegen, die er schon seit der Schulzeit kannte, lehnte er diese Angebote stets ab. 
Bis zum Tod von Lawrence Payton im Jahr 1997 blieben die Four Tops in ihrer Originalbesetzung aktiv. Stubbs musste sich aus gesundheitlichen Gründen im Jahr 2000 aus dem aktiven Musikgeschäft zurückziehen. Schon 1995 war bei ihm Krebs diagnostiziert worden; in den folgenden Jahren erlitt er einen Schlaganfall.
Neben der Mitwirkung bei den Four Tops wurde Stubbs vor allem durch seine Synchronisierung der fleischfressenden Pflanze Audrey II in der 1986er Filmversion des Musicals Little Shop Of Horrors bekannt.